# Porcellio albolimbatus
Porcellio albolimbatus är en kräftdjursart som beskrevs av Arcangeli1924. Porcellio albolimbatus ingår i släktet Porcellio och familjen Porcellionidae. Inga underarter finns listade i Catalogue of Life.